# 20-as busz (Dunaújváros)
A dunaújvárosi 20-as jelzésű autóbusz az Újtelep - Óváros - Szórád Márton út - Autóbusz-állomás - Vasmű út - Újtelep útvonalon közlekedik körjáratként. A járatot a Volánbusz üzemelteti.

## Közlekedése
Munkanapokon 5 órától 16 óráig, míg hétvégén 5 órától 7 óráig és 15 órától 22 óráig közlekedik, óránként.

## Útvonala
| Újtelep → Óváros → Szórád Márton út → Autóbusz-állomás → Vasmű út → Újtelep |
| --- |
| Újtelep – Venyimi út – Petőfi Sándor utca – Magyar út – Aranyvölgyi út – Szórád Márton út – Építők útja – Vasmű út – Apáczai Csere János út – Aranyvölgyi út – Magyar út – Petőfi Sándor utca – Venyimi út – Újtelep |

## Megállóhelyei
| 0  | Újtelep              |                                                                 | |
| 1  | Jókai utca           | 23, 35                                                          | |
| 2  | Nagyvenyimi elágazás |                                                                 | TESCO Áruház, OBI, Baptista templom |
| 4  | Magyar utca          | 22, 23, 24, 25, 28, 29, 35                                      | Mondbach-kúria és gőzmalom, Katica Óvoda |
| 6  | Baracsi út           | 11, 22, 23, 24, 25, 27, 29, 32, 33, 35                          | Móra Ferenc Általános Iskola és Egységes Gyógypedgógiai Módszertani Intézmény, Rendőrkapitányság, Park Center                                                                               |
| 8  | Szórád Márton út 44. | 2, 4, 8, 11, 22, 23, 24, 25, 27, 29, 33, 35, 44                 | Dózsa György Általános Iskola, Margaréta Tagóvoda, Krisztus Király templom, Bánki Donát Gimnázium és Szakközépiskola                                                                        |
| 10 | Szórád Márton út 20. | 2, 4, 8, 11, 18, 22, 23, 24, 25, 27, 29, 32, 33, 35, 40, 44, 45 | Dunaújváros Áruház, Dunaújvárosi Egyetem, Széchenyi István Gimnázium és Kollégium, Dunaújvárosi SZC Kereskedelmi és Vendéglátóipari Szakgimnáziuma és Szakközépiskolája, Csillagvirág Óvoda |
| 12 | Autóbusz-állomás     | 2, 4, 8, 11, 18, 22, 23, 24, 25, 27, 29, 32, 33, 35, 40, 44, 45 | Helyközi autóbusz-állomás, Fabó Éva Sportuszoda, Aquantis Wellness- és Gyógyászati Központ, Vásárcsarnok, Dunaújvárosi Egyetem, Vasvári Pál Általános Iskola                                |
| 14 | Ady Endre utca       | 2, 3, 8, 11, 18, 22, 23, 24, 25, 29, 32, 33, 35, 40, 45         | Dunaújvárosi Víz-, Csatorna- Hőszolgáltató Kft., Stadion |
| 15 | Dózsa Mozi           | 2, 3, 8, 11, 18, 22, 23, 24, 25, 29, 32, 33, 35, 40, 45         | Városháza, Kormányablak, Szent Pantaleon Kórház, Rendelőintézet, Intercisa Múzeum, Dózsa Mozicentrum, Móricz Zsigmond Általános Iskola, Nemzeti Adó- és Vámhivatal                          |
| 17 | Liszt Ferenc kert    | 2, 3, 8, 11, 18, 22, 23, 24, 25, 29, 32, 33, 35, 40, 45         | József Attila Könyvtár, Munkásművelődési Központ, Dunaferr Szakközép- és Szakiskola Villamos Tagiskola, Petőfi Sándor Általános Iskola                                                      |
| 20 | Baracsi út           | 11, 22, 23, 24, 25, 27, 29, 32, 33, 35                          | Móra Ferenc Általános Iskola és Egységes Gyógypedgógiai Módszertani Intézmény, Rendőrkapitányság, Park Center                                                                               |
| 22 | Magyar utca          | 22, 23, 24, 25, 28, 29, 35                                      | Mondbach-kúria és gőzmalom, Katica Óvoda |
| 24 | Nagyvenyimi út       |                                                                 | TESCO Áruház, OBI, Baptista templom |
| 25 | Jókai utca           | 23, 35                                                          | |
| 26 | Újtelep              | 23, 35                                                          | |